# Bouloz
Bouloz est une localité et une ancienne commune suisse du canton de Fribourg, située dans le district de la Veveyse.

## Toponymie
Le toponyme Bouloz pourrait être formé du nom commun latin betulla (bouleau) suivi du suffixe celtique -usko, -osko (lieu où se trouve un type d’arbres ou d’objets).
La première occurrence écrite du toponyme, Bedolosci, remonte à 1018. Elle est suivie de formes telles que Bolocs, Bolosc, Boloch et Bolohc aux environs de 1150.

## Histoire
Bouloz se situe sur la route Oron-Romont. Au XIIe siècle, une famille de Bouloz figure parmi les bienfaitrices de l'abbaye de Hautcrêt. Hugues de Rueyres et ses frères donnèrent au couvent de Hautcrêt la dîme de la "grange de Bouloz", donation confirmée par les bulles d'Adrien IV en 1155 et d'Alexandre III en 1179. Guillaume de Rue transmit en 1188 à ce même couvent tous ses droits et biens situés à Bouloz. Conon de Prez donna à l'Abbaye d'Hauterive avant 1244-1246 la tenure de Jacques de Bolos, sur territoire de Bouloz.
La grande dîme de l'ancienne commune fut vendue à Louis de Savoie par acte de 1306. La localité releva dès 1536 du bailliage de Rue, du district de ce nom de 1798 à 1848. Faisant partie de la paroisse de Saint-Martin, Bouloz fut rattaché à Porsel lorsque cette paroisse fut érigée en 1641. Localité à caractère rural, Bouloz est active dans l'industrie laitière (72% des personnes actives dans le secteur primaire en 1990).
Le 1er janvier 2004, Bouloz fusionne avec ses voisines de Porsel et Pont pour former la commune de Le Flon.

## Population

### Surnom
Les habitants de la localité sont surnommés les Déguenillés.

### Démographie
Bouloz comptait 167 habitants en 1811, 219 en 1850, 245 en 1900, 211 en 1950, 276 en 2000.